# Acanthacaris tenuimana
Acanthacaris tenuimana is een kreeftensoort uit de familie van de Nephropidae. De wetenschappelijke naam van de soort is voor het eerst geldig gepubliceerd in 1888 door Bate.